# Ranger 1
Ranger 1 byla bezpilotní sonda organizace NASA z USA určená k průzkumu Měsíce a okolního prostoru. Celý projekt programu Ranger připravila Jet Propulsion Laboratory (JPL) v Pasadeně u Los Angeles.

## Start
S pomocí dvoustupňové rakety Atlas-Agena B odstartovala sonda z rampy na kosmodromu
Eastern Test Range na Floridě dne 23. srpna 1961. V katalogu COSPAR dostala přidělené označení 1961-021A.

## Konstrukce sondy
Váha byla 306 kg. Obsahovala mj.panely slunečních baterií, chemické baterie s výdrží na 9 hodin letu, televizní aparaturu, dvě širokoúhlové a čtyři úzkoúhlé kamery

## Program
Cílem tohoto letu bylo sondu vyzkoušet před vysláním dalších sond programu Ranger už na povrch Měsíce. Měla měřit na určené dráze kosmické záření, magnetická pole, dopady mikrometeoritů.

## Průběh letu
Start se sice vydařil, ale restart rakety na oběžné dráze, kterým měla být sonda dopravena na dráhu s apogeem 1 milion km, již ne. Proto sonda zůstala na nízké oběžné dráze Země (179–446 km) a po sedmi dnech a 111 obězích se dostala do atmosféry, v níž shořela.